# Indépendants d'action économique, sociale et paysanne
Le groupe parlementaire Indépendants d'action économique, sociale et paysanne réunit, entre 1932 et 1936, des députés agrariens et conservateurs. Très petit groupe (7 députés, dont les élus du Parti républicain agraire et social, PRAS), il est situé au centre-droit.
Ce groupe n'est pas reconduit en 1936, année de constitution du groupe Agraire indépendant, petite émanation parlementaire du Parti agraire et paysan français, formation rivale du PRAS.

## Source
- Vincent Adoumié, De la République à l'État français 1918-1944, Hachette supérieur, dl 2013, ©2013 (ISBN 978-2-01-140014-7 et 2-01-140014-7, OCLC 862743948, lire en ligne), p. 55